# باقی‌مانده
در حساب، زمانی که نتیجهٔ تقسیم دو عدد صحیح، با یک خارج قسمت صحیح قابل بیان نباشد، مقداری باقی می‌ماند که به آن باقی‌مانده می‌گویند.